# Stefan Ulrich (Journalist)
Stefan Ulrich (* 19. Oktober 1963 in Starnberg, Oberbayern) ist ein deutscher Journalist, Schriftsteller und Jurist.

## Leben
Stefan Ulrich ist der älteste Sohn des Rechtsanwalts Albrecht Ulrich und dessen Frau Christl. Nach dem Abitur am Gymnasium Tutzing leistete Ulrich den Wehrdienst in Dillingen an der Donau und Starnberg ab. Danach studierte er Rechtswissenschaften in München und Freiburg, wo er 1990 das erste Juristische Staatsexamen ablegte. Nach der Referendarzeit absolvierte er das zweite Juristische Staatsexamen in München. Anschließend wurde er bei Andreas Heldrich in München mit der Arbeit über Das Recht auf Identität im zivilrechtlichen Persönlichkeitsschutz zum Dr. jur. promoviert (magna cum laude).
Während des Studiums und der Referendarzeit sammelte Ulrich erste journalistische Erfahrungen bei der Badischen Zeitung in Freiburg und bei der Süddeutschen Zeitung in München. Danach war er von 1994 bis 1996 bei der Süddeutschen Zeitung im Rahmen eines Pressevolontariats unter anderem als Gerichtsreporter in München tätig. 1996 wechselte er in die Nachrichtenredaktion der SZ, ab 1998 war er Redakteur im Ressort Außenpolitik.
2005 zog Stefan Ulrich mit seiner Familie nach Rom, um als Korrespondent der SZ über Italien und den Vatikan zu berichten. Hier entstanden seine beiden Bestseller Quattro Stagioni und  Arrividerci, Roma!. Quattro Stagioni wurde unter dem Titel Sommer in Rom mit Thomas Heinze und Esther Schweins in den Hauptrollen für das Fernsehen (WDR/Arte) verfilmt. Von 2009 bis 2013 war Stefan Ulrich SZ-Korrespondent in Paris. Über diese Zeit schrieb er das Buch Bonjour la France!, das ebenfalls ein Bestseller wurde und unter dem Titel Salut la France! auch auf Französisch erschienen ist. Seit Sommer 2013 arbeitete Ulrich als stellvertretender Leiter des Ressorts Außenpolitik der Süddeutschen Zeitung in München. Ab 2018 baute er als stellvertretender Ressortleiter das neue Meinungsressort der SZ mit auf, dessen Ressortleiter er 2019 als Nachfolger von Heribert Prantl wurde. Er schrieb politische Kommentare, Analysen und Reportagen vorwiegend über Italien, Frankreich, Europa und völkerrechtliche Themen. 2021 schied Ulrich auf seinen Wunsch hin aus der SZ-Redaktion aus, um fortan als freiberuflicher Schriftsteller und Journalist mit Arbeitsschwerpunkt Italien tätig zu sein.
Im Mai 2017 erschien Ulrichs erster Roman, der Toskana-Krimi Die Morde von Morcone, im August 2018 der Folge-Krimi In Schönheit sterben. Außerdem schreibt Ulrich Reiseführer, erschienen sind bisher Bände über Rom und Paris. Zuletzt hat er einen Städteführer über München veröffentlicht, den er zusammen mit seiner Tochter Franziska Ulrich geschrieben hat. Im Juni 2022 ist sein Buch Und wieder Azzurro erschienen, ein Roadtrip durch Italien, von den Alpen bis zum Ätna.
Stefan Ulrich ist verheiratet und Vater einer Tochter und eines Sohns.

## Veröffentlichungen
- Das Recht auf Identität im zivilrechtlichen Persönlichkeitsschutz. Verlag V. Florentz, München 1995, ISBN 3-89481-168-4.
- Arrivederci, Roma! Ein Jahr in Italien. Ullstein Taschenbuch, Berlin 2010, ISBN 978-3-548-28143-8.
- Quattro Stagioni: Ein Jahr in Rom. Ullstein Taschenbuch, Berlin 2012, ISBN 978-3-548-28402-6.
- Bonjour la France: Ein Jahr in Paris. Ullstein Taschenbuch, Berlin 2013, ISBN 978-3-548-37505-2.
- Rom – Lieblingsorte. Insel Verlag, Berlin 2016, ISBN 978-3-458-36152-7.[23]
- Die Morde von Morcone. Ullstein Taschenbuch, Berlin 2017, ISBN 978-3-548-28924-3.
- Paris – Lieblingsorte. Insel Verlag, Berlin 2018, ISBN 978-3-458-36332-3[24]
- München – Lieblingsorte. Insel Verlag, Berlin 2019, ISBN 978-3-458-36434-4
- Und wieder Azzuro. Die geheimnisvolle Leichtigkeit Italiens. dtv, München 2022, ISBN 978-3-423-35181-2.[25]
- Oberbayern und seine Seen. Insel Verlag Berlin 2025, ISBN 978-3-458-68395-7

## Auszeichnungen
- Theodor-Wolff-Preis 2003 in der Kategorie „Allgemeines“ für den Beitrag „Ein Schiff mit Kurs Gerechtigkeit“, erschienen in der Süddeutschen Zeitung, München, am 6. August 2002.[1]
- Deutsch-Italienischer Journalistenpreis 2009[26]
- Medienethik-Award META 2010[27]